# Ploscoș
Ploscoș (in ungherese Palackos, in tedesco Eiten) è un comune della Romania di 689 abitanti, ubicato nel distretto di Cluj, nella regione storica della Transilvania.
Il comune è formato dall'unione di 4 villaggi: Crairât, Lobodaș, Ploscoș, Valea Florilor.